# Kanton Baie-Mahault
Der Kanton Baie-Mahault war ein Kanton im französischen Département Guadeloupe. Er umfasste die Gemeinde Baie-Mahault.
Bei der französischen Kantonsreform 2015 wurde der Kanton aufgeteilt auf die Kantone Baie-Mahault-1 und Baie-Mahault-2.